# Mesocyclops aequatorialis
Mesocyclops aequatorialis – gatunek widłonoga z rodziny Cyclopidae. Takson ten jako pierwszy opisał w 1929 roku niemiecki zoolog Friedrich Kiefer, nadając mu nazwę Mesocyclops leuckarti aequatorialis, czyli uznając za podgatunek Mesocyclops leuckarti.